# 케빈 데이비스
케빈 시릴 데이비스(Kevin Cyril Davies, 1977년 3월 26일 ~ )는 잉글랜드의 전 축구 선수이자 현 축구 감독이다. 선수 시절 포지션은 스트라이커이다.

## 생애
지난 2003년부터 10년간 볼턴 원더러스 FC의 스트라이커이자 주장으로 활약하였으며, 큰 덩치와 발군의 체력을 무기로 거친 태클을 앞세운 공격 축구를 주로 구사하며 머리를 사용한 슈팅이 주특기이다. 그는 2010년 10월 4일 UEFA 유로 2012 예선전을 앞두고 33살이라는 축구선수로서는 늦은 나이로 잉글랜드 국가대표에 생애 처음으로 발탁되어 화제가 되기도 하였다.